# Почобут-Одляницкий, Мартин
Ма́ртин Почо́бут-Одляни́цкий (бел. Марцін Пачобут-Адляніцкі, лит. Martynas Počobutas-Odlianickis, пол. Marcin Poczobutt-Odlanicki; 30 октября 1728, д. Соломенка Гродненского повета — 20 февраля 1810, Динабург) — белорусский и литовский просветитель, астроном, математик.
Доктор философии и теологии, член-корреспондент Парижской академии наук и Французского народного института, член Лондонского Королевского (1771), Варшавского и других научных обществ. Ректор Главной виленской школы (1780—1803).

## Биография
Родился 30 октября 1728 года в имении близ деревни Сломянка недалеко от Гродно.
Происходил из древнего шляхецкого рода Одляницких-Почобутов. 20 февраля 1536 года его предок — Николай Почобут-Одляницкий получил от короля Сигизмунда I дворянский титул и герб Малая Погоня. Отец — гродненский кравчий, а после обозный Казимир, мать — Елена из Глебовичей.
Учился в гродненской иезуитской коллегии (1738—1745). В 1745 вступил в орден иезуитов, двухлетний новициат прошёл в Вильне. Затем учился в учебных заведениях ордена в Слуцке и Полоцке. В 1753—1754 изучал философию в Виленской иезуитской академии и университете, заинтересовался астрономией и для совершенствования знаний был направлен в Прагу. В 1756 вернулся и продолжил занятия теологией и астрономией. Получив в 1761 степень бакалавра теологии, вновь выехал за границу для совершенствования знаний в астрономических обсерваториях Марселя, Авиньона, Неаполя. По возвращении в Вильну в 1764 получил степень магистра философии и свободных наук. С того же 1764 профессор Виленской иезуитской академии и университета, которую реорганизовал в Главную виленскую школу и стал её ректором (1780—1799). В 1778 избран членом-корреспондентом Французской академии наук. Во время восстания 1794 года Почобут вошёл в состав временного правительства повстанцев в Литве.

## Деятельность

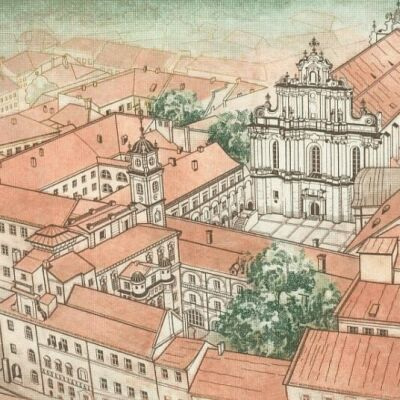
Двор Обсерватории. Фрагмент банкноты 100 литов

Принимал участие в деятельности Эдукационной комиссии, реформировавшей систему образования в Речи Посполитой. В качестве ректора Виленского университета, которому подчинялись средние учебные заведения на территории белорусско-литовских земель, способствовал развитию школьного дела на основе достижений эпохи Просвещения. Во многом благодаря его деятельности Виленский университет (Главная школа ВКЛ, переименованная позднее в Главную виленскую школу) был сохранен в трудных общественно-политических условиях, связанных с политическим крахом Речи Посполитой.
Завершил строительство виленской астрономической обсерватории, начатое Томашем Жебровским, в комплексе университетских зданий и был её директором в 1765—1807 гг. По его указаниям архитектор Мартин Кнакфус возвёл пристройку к обсерватории с двумя симметричными боковыми башнями, предназначенными для астрономических наблюдений.
Почобут заботился о приобретении для обсерватории новейшего астрономического оборудования. Под его руководством на протяжении 39 лет велись практические наблюдения. Они отражались в специальных рукописных журналах, в которых ежедневно фиксировались расположения небесных тел, их движение и т. п. Определил географические координаты Вильно, Гродно и других городов.

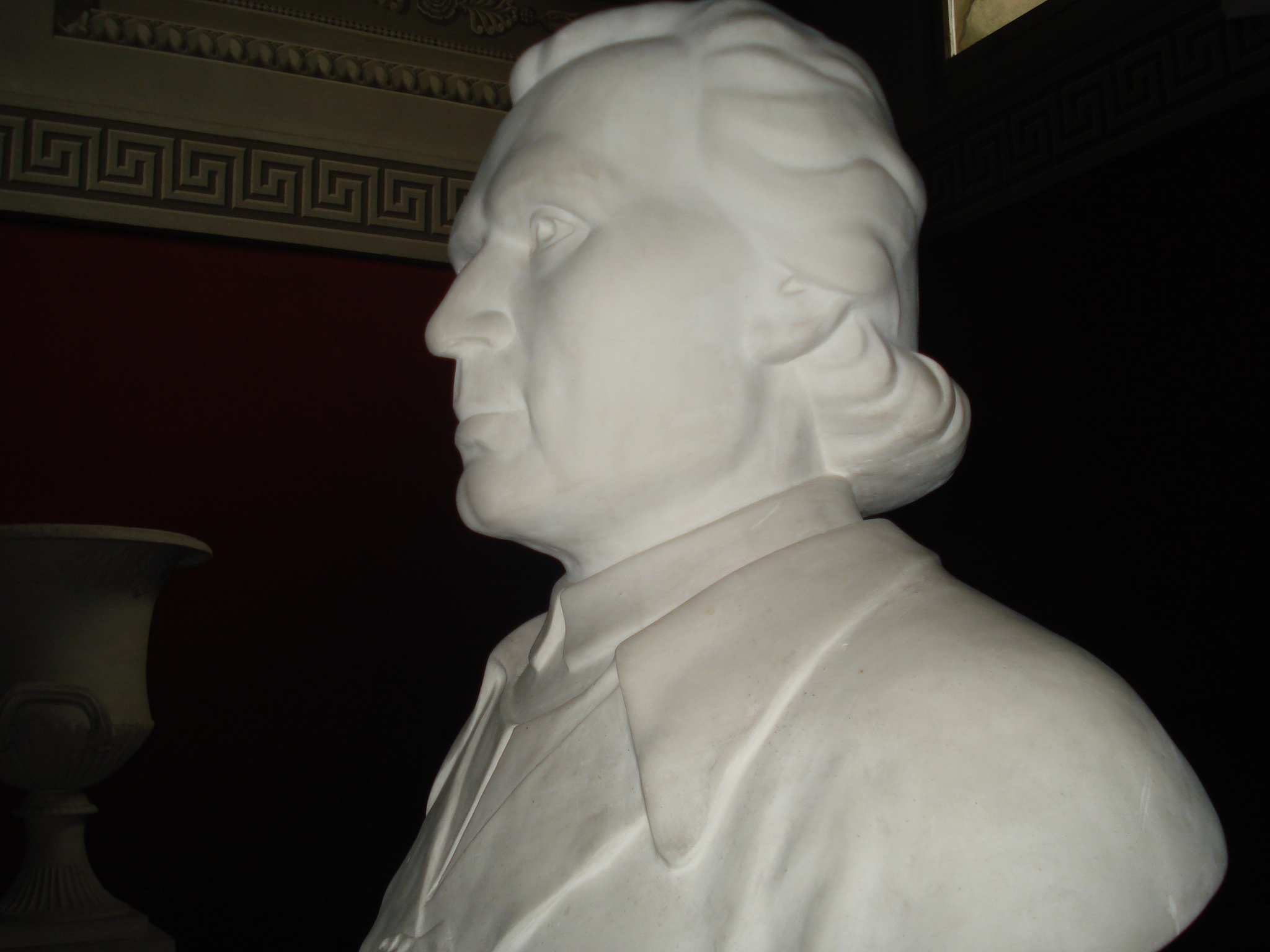
Бюст Почобута-Одляницкого на галерее аулы Вильнюсского университета

После посещения Мартином Почобутом обсерваторий в Англии, Дании, Германии, Голландии, Франции (1768—1769) в виленской обсерватории были организованы наблюдения за солнечными пятнами и разработка способов определения расстояния между Землёй и Солнцем. Из астрономических работ особенно заслуживают внимания наблюдения над Меркурием, послужившие Лаланду материалом для составления новых астрономических таблиц. Наблюдал кометы, астероиды, затмения Солнца и Луны. В 1773 году рассчитал положение 16 звёзд, расположенных недалеко от созвездия Щита Собесского. Предложил ввести созвездие Королевский Телец Понятовского, что было поддержано европейскими учеными того времени (в частности, И. Э. Боде, Ж. Лаландом)
Помимо астрономии занимался также геодезией и картографией. 24 февраля 1766 года установил точные географические координаты Вильны, рассчитал географическую долготу, на которой лежит Гродно, и уточнил долготу Вильны. По замечанию литовского историка Альфредаса Бумблаускаса, 5 августа 1793 года во время заседаний сейма в Гродно, который должен был отменить Конституцию 3 мая и одобрить новый договор между Речью Посполитой и Российской империей, тем самым утвердив второй раздел Речи Посполитой, Станислав Август отправился вместе с Почобутом и российским посланником Я. Е. Сиверсом в расположенный неподалёку Августов наблюдать солнечное затмение. Во время этих наблюдений был получен важный научный результат — уточнены географические координаты Вильны и установлены координаты Гродно. По иронии истории, с уточнением расположения столицы Великого княжества Литовского на карте с политической карты Европы исчезло само государство.

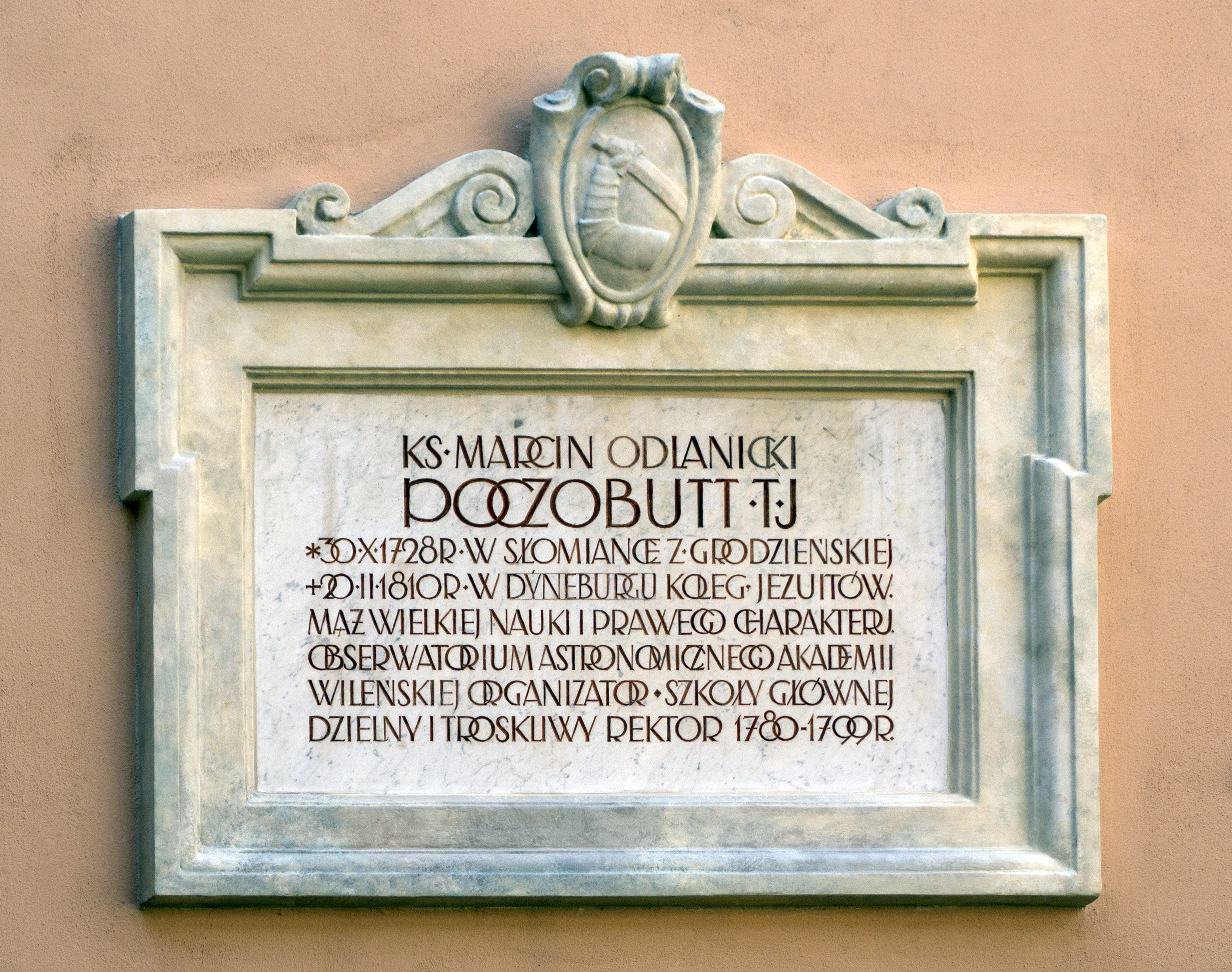
Мемориальная таблица во Дворе обсерватории Вильнюсского университета

Автор ряда работ по астрономии и перевода труда по геометрии.
Писал стихи на латинском языке. Интересна его переписка с Яном Снядецким, где прослеживаются просветительские взгляды Почобут-Одляницкого.
На стене западного корпуса Двора обсерватории в ансамбле Вильнюсского университета располагается мемориальная таблица в память Мартина Почобута-Одляницкого с текстом на польском языке, в котором, помимо дат жизни, перечислены его достоинства и заслуги как мужа большой образованности и справедливого характера, организатора астрономической обсерватории и заботливого ректора Главной школы.
Именем Почобута-Одляницкого назван кратер на обратной стороне Луны.

## Сочинения
- Początki geometryi, dzieło Clairaut, przekład z francuskiego. Wilno, 1772.
- Calculus eclipseos lunaris, quae accidit die 14 Febr. 1766 pro observatorio Academiae Vilnensis. Wilno.
- Cahier des observations astronomiques faites а l’Observatoire royale de Vilno en 1773. Wilno, 1777.
- О dawności Zodyjaku Egipskiego w Denderach. Wilno, 1803.
- Observations ad determinandam Positionen 16 stellarum, e quibus constellalio Viteli Poniatoviani formatur. 1785.